# ボロキャス
『ボロキャス』は、テレビ朝日の『ドスペ2』枠で不定期放送されていたバラエティ番組。全3回。

## 概要
ニュースや時事問題は賢い人が難しい言葉で解説するのでなかなか理解できない。そこで、それらに無知な芸能人たちが勉強をし、同様に普段ニュースを見ない大人100人に分かりやすく解説。彼らが解説内容を理解したのかどうかで解説の出来を判断した。

## タイトル・放送日
1. バカなオトナ必見のニュース!ボロキャス（2005年8月13日）
2. バカなオトナ必見のニュース〜ボロキャス（2005年12月24日）
3. よゐこのボロキャス（2006年10月21日）

## 取り上げた問題
- 郵政民営化
- 六カ国協議
- 個人情報保護法
- クローン
- BSE問題（全2回）
- 増税（定率減税の廃止など）
- トリインフルエンザ
- 耐震偽装問題
- 2007年問題
- 安倍内閣
- 憲法9条改正論議

## 出演者

### MC
- 有野晋哉（よゐこ）
- 濱口優（よゐこ）
- 山口もえ - 第1回のみに出演。
- MEGUMI - 第2回から出演。

### 記者
- 河本準一（次長課長）
- 竹山隆範（カンニング）
- 矢作兼（おぎやはぎ）
- 小木博明（おぎやはぎ） - 矢作のアシスタント記者として出演。
- 安田美沙子
- 中川礼二（中川家）
- 岡田圭右（ますだおかだ）
- 博多華丸（博多華丸・大吉）

### 解説者
- 宮川俊二 - 記者が間違いのある解説をした場合、解説後に訂正や補足をしていた。

## スタッフ

### 番組終了時のスタッフ
- 構成：そーたに、山際良樹、もみの
- 技術：外川真一
- 編集：最上昌哉
- TK：吉条雅美
- 美術進行：高橋徹
- 広報：坂本あかり
- MA：小田崇
- 音効：加藤つよし
- AP：鈴木忠親
- ディレクター：三好剛
- チーフディレクター：小田隆一郎、田吹康
- デスク：岩野美保
- プロデューサー：藤井智久、錦信次
- 制作協力：IVSテレビ制作
- 制作著作：テレビ朝日

### 途中まで参加していたスタッフ
井長英嗣